# Shōen-ji
Le Shōen-ji (寺) est un temple bouddhiste situé dans l'arrondissement Abeno-ku d'Osaka, au Japon. Il a été fondé en 939.